# Grindelwald (Berne)
Pour les articles homonymes, voir Grindelwald.
Grindelwald est une commune suisse et une station de montagne du canton de Berne, située dans l'arrondissement administratif d'Interlaken-Oberhasli.

## Toponymie
Le nom « Grindelwald » est un toponyme composé des mots grintil (qui en ancien-allemand signifie verrou, barrage) et wald (forêt).

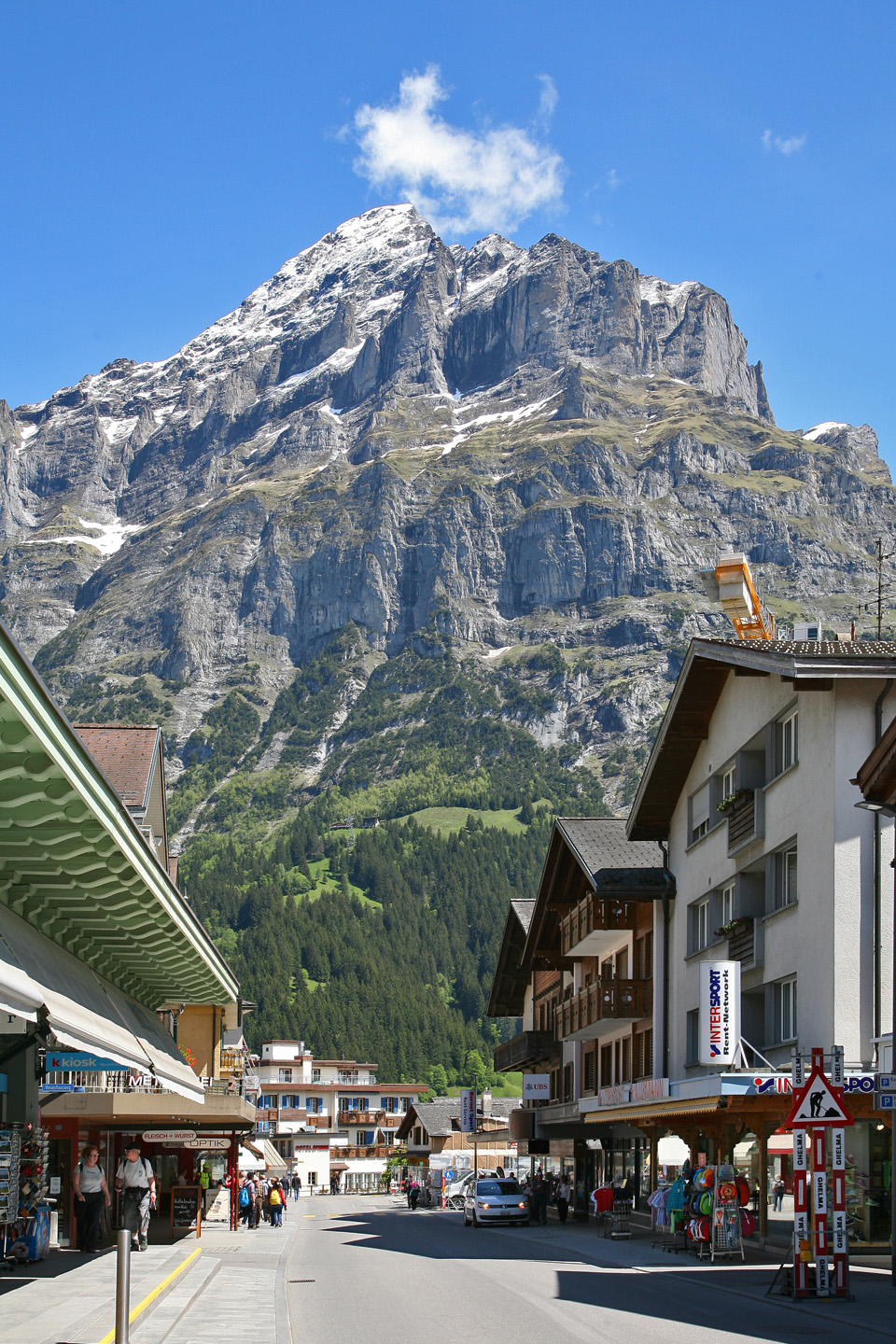
Une rue de Grindelwald devant le Mättenberg, avec l’arrivée supérieure du téléphérique de Pfinstegg. Pfinstegg

Vue aérienne avec le Wetterhorn (1956)

## Géographie
La commune est située dans l'Oberland bernois, dans la région de la Jungfrau, au pied de la face Nord de l'Eiger.

### Relief et hydrographie
Les limites sud, est et nord de la commune suivent une ligne de crête qui relie les sommets : Eiger, Mönch, Klein Fiescherhorn, Schreckhorn, Mittelhorn, Schwarzhorn, Faulhorn. Le point le plus élevé se trouve au Schreckhorn (4 078 m).

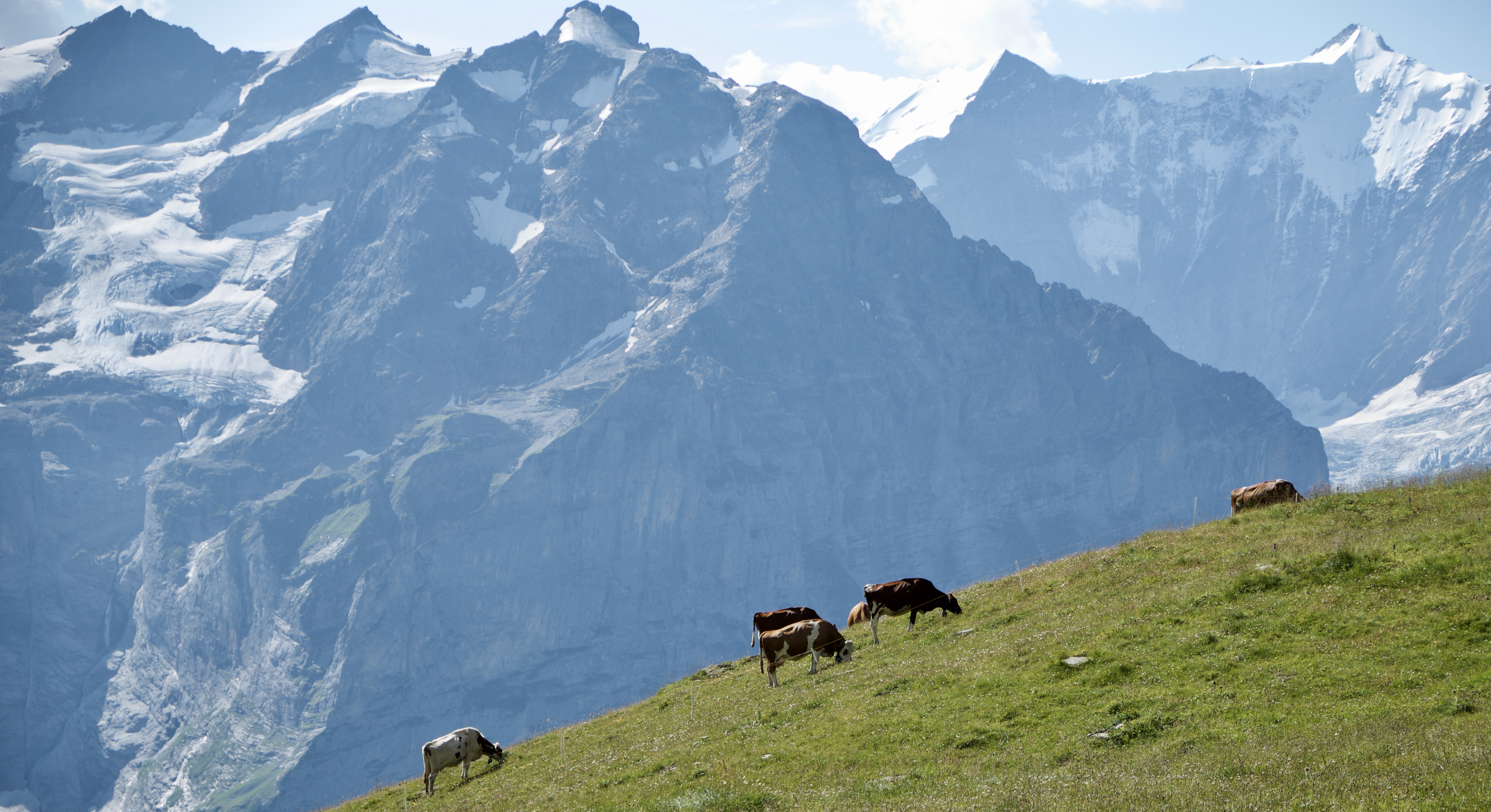
Relief montagneux de Grindelwald, avec vaches. Photo Lucasmacrorieflores

La limite ouest coupe la vallée de la Lütschine. Celle-ci prend sa source au glacier inférieur de Grindelwald (Unterer Grindelwaldgletscher) qui se trouve au sud-est de la commune. Elle traverse les « Gorges du glacier » (Gletscherschlucht) qui, avec un cañon de 300 m de profondeur est une des attractions touristiques du pays. Le glacier supérieur de Grindelwald (Oberer Grindelwaldgletscher) se trouve au nord-est de la commune.
La Lütschine reçoit en aval de la commune la Lütschine blanche et se jette dans le lac de Brienz. Son cours est de 23 km.
La petite ville de Grindelwald se trouve en fond de vallée, à environ 1 000 m d'altitude.

### Transports
La station est le terminus de la ligne ferroviaire des Chemins de fer de l'Oberland bernois qui relie Interlaken à Grindelwald et se trouve sur la ligne de la Wengernalpbahn qui relie Grindelwald à Kleine Scheidegg, Wengen et Lauterbrunnen.
Elle est aussi un des points d'accès à la ligne du chemin de fer de la Jungfrau, qui, depuis la Petite Scheidegg, mène à la plus haute gare d'Europe : la gare du Jungfraujoch à 3 450 mètres d'altitude.
C'est à Grindelwald qu'a été inventé le Velogemel, sorte de bicyclette dont les roues auraient été remplacées par des patins.

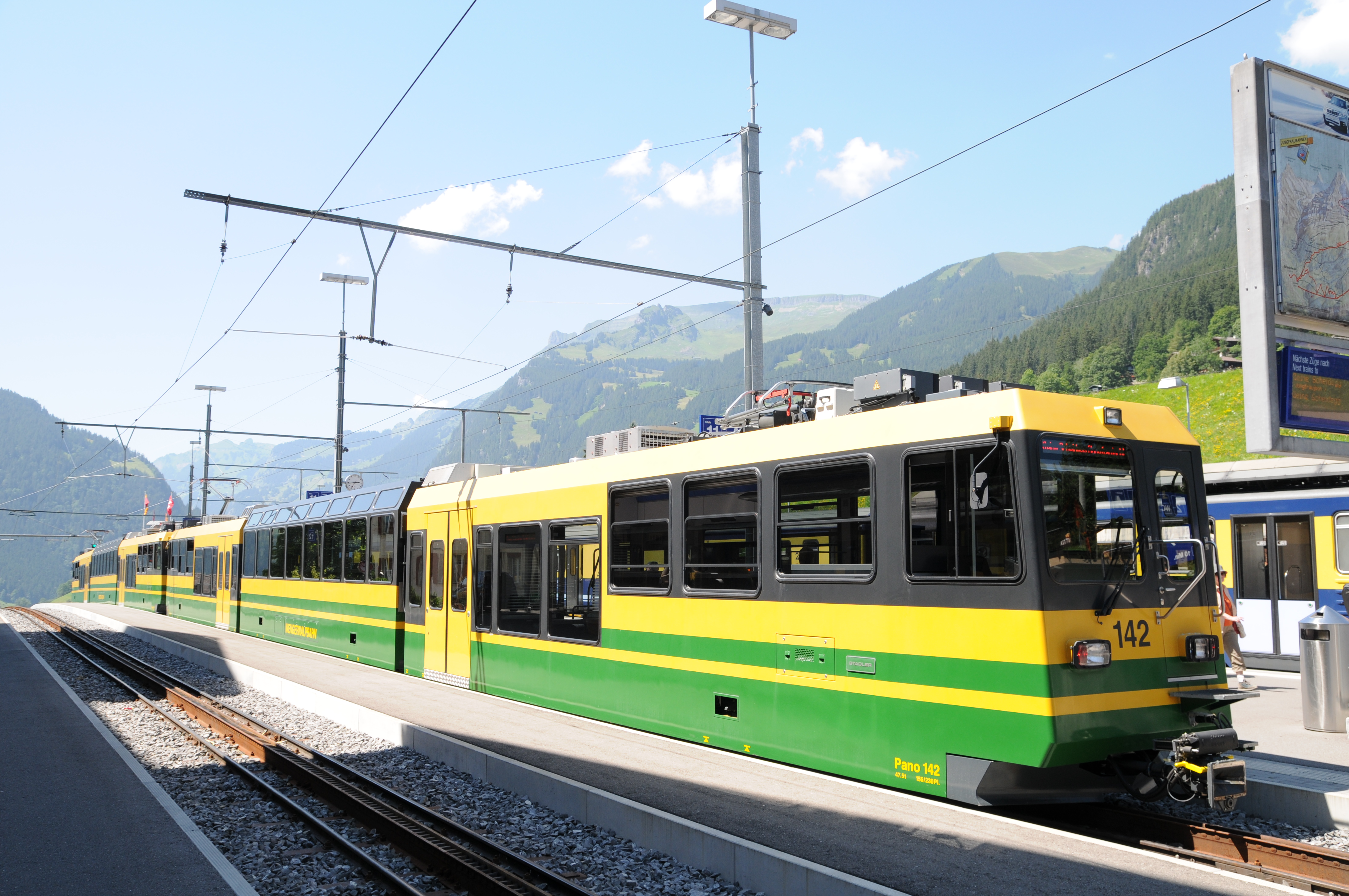
Le train de l'Oberland

## Économie
La commune vit principalement du tourisme, en hiver avec l'industrie des sports d'hiver, en été avec la randonnée pédestre et la venue de touristes venus admirer le décor montagnard, notamment les sommets cités plus haut, ainsi que le Wetterhorn et la Jungfrau.
Les origines du tourisme remontent au XIXe siècle, à l'époque où eurent lieu les premières tentatives pour rendre la montagne plus accessible aux voyageurs. Grindelwald a vu naître le premier téléphérique de montagne, à la Pfingstegg, sur les flancs du Mättenberg, qui fut en service de 1908 à 1915.
La possibilité de dépose en hélicoptère existe.
La commune compte un camp de vacances pour enfants handicapés et deux campings.

## Les domaines skiables

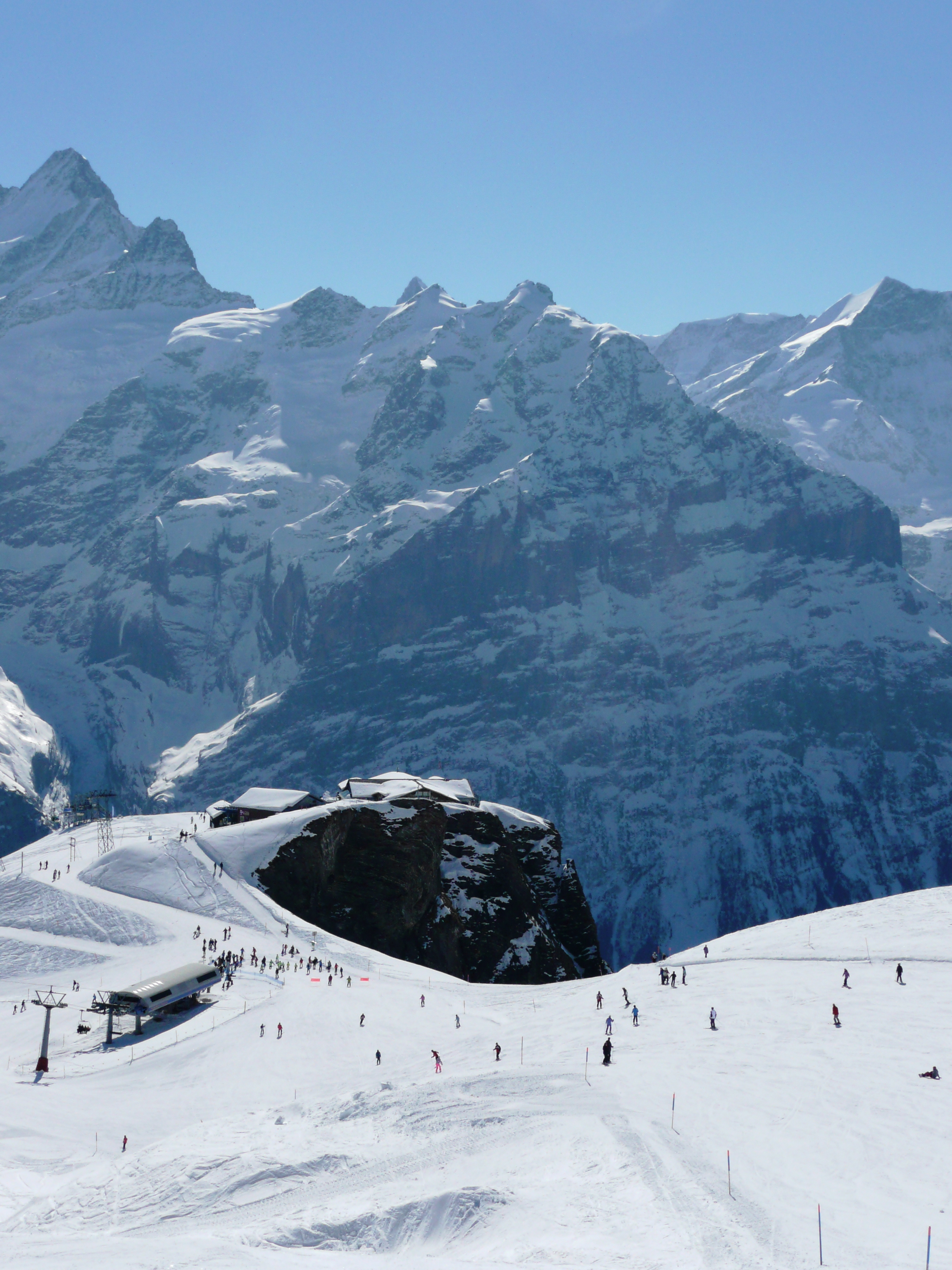
Vue sur le First et le Mättenberg

Grindelwald possède deux domaines skiables.
First

Le domaine du First débute au centre du village et est composé de huit remontées mécaniques dont une télécabine en trois tronçons et comportant un virage, ce qui est extrêmement rare. Le haut de la station donne accès à la plus longue piste de luge du monde (15 km), au départ du Faulhorn. Il faut cependant terminer la montée à pied près de deux heures, sur un chemin. Celui-ci est souvent fermé en hiver, quand les chutes de neige se sont avérées trop importantes. En ce cas, il faut recourir à l'aide d'un guide pour éviter les avalanches. Au total 36 km de pistes de luge sont tracées sur le domaine.
Wengen - Männlichen - Kleine Scheidegg

Le domaine reliant Grindelwald à Wengen en passant par le Männlichen (2 343 m) et la Kleine Scheidegg débute à Grund, bas du village. Ce domaine comporte une quinzaine d'installations, dont l'une des plus longues télécabines d'Europe (Grund-Männlichen) qui a été construite en 1978. Cette station est également accessible par la Wengernalpbahn qui mène à la Kleine Scheidegg, d'où part le chemin de fer de la Jungfrau.

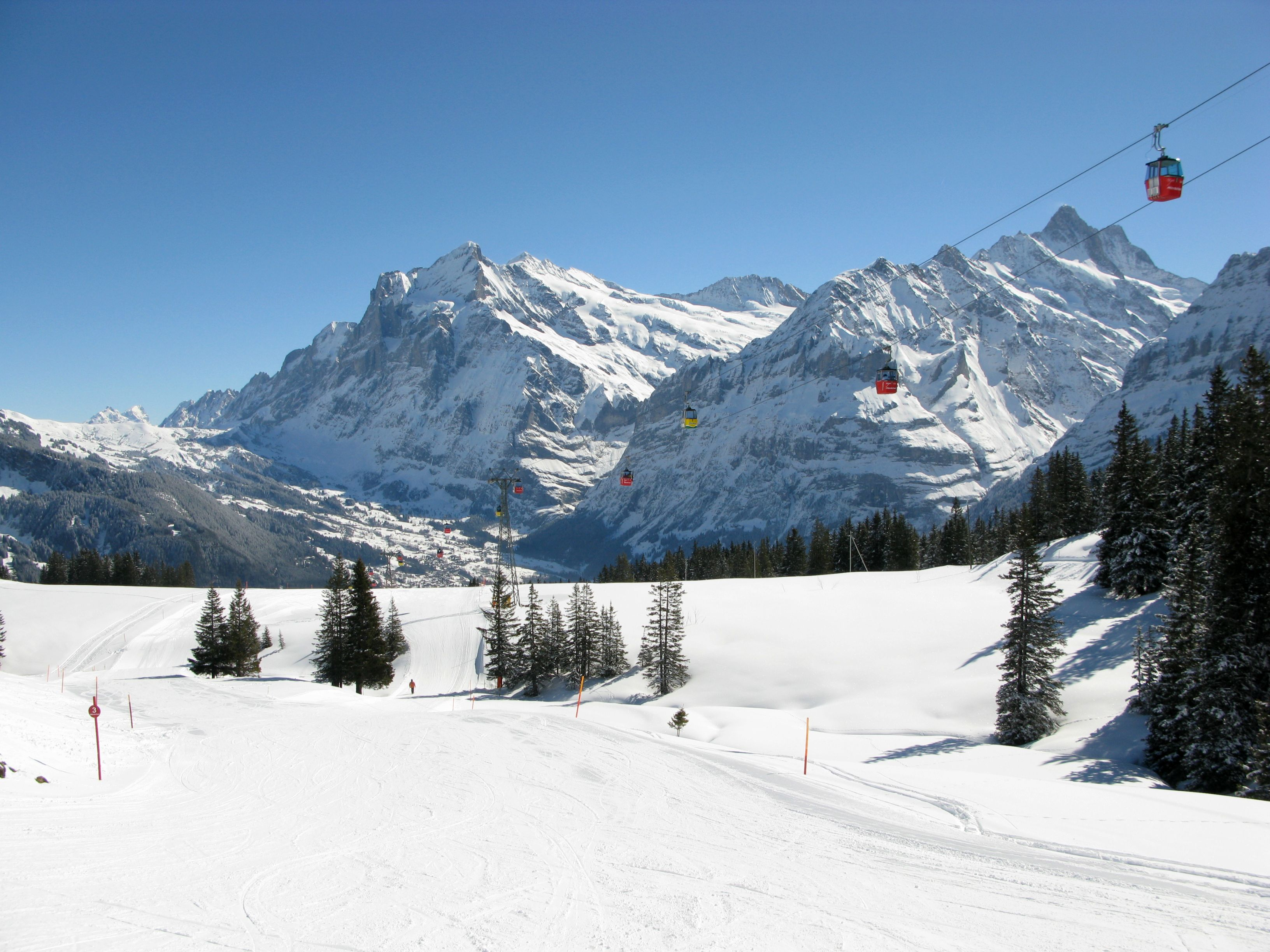
Télécabine de Grindelwald Männlichen

Il est également possible de skier dans la station de Mürren/Schilthorn mais cela nécessite un petit trajet en train (via Zweilütschinen ou Wengen) ou en voiture.
La station est membre du regroupement de stations de ski Jungfrau Ski Region.

## Patrimoine bâti
Le patrimoine bâti de Grindelwald a lourdement souffert de l'incendie général du village en 1892, puis a été influencé par le développement de l'activité touristique du lieu.
L'église paroissiale s’élève sur le site d’un édifice bien plus ancien. Vers 1180, dans un document relatif à l’évêque Roger de Vico Pisano, le lieu de culte de Grindelwald est déjà mentionné. On évoque alors l’existence d’une église en bois consacrée par l’évêque Amédée d’Hauterive (1145-1159). Ce modeste édifice a été reconstruit en pierre, dans le style roman, peu avant 1180, avec transept et chœur rectangulaire. L'église est dite délabrée en 1453 et a été rebâtie sans doute au début du XVIe siècle avec un chœur plus vaste, polygonal, à cinq côtés. En raison de problèmes statiques, ce chœur a dû être reconstruit en 1662, selon les plans de l’architecte officiel Abraham Dünz l'Aîné. Cet état est connu par des gravures anciennes.
Toutefois, en 1793, cet édifice ayant à nouveau souffert d’un lent glissement de terrain, doit à nouveau être rétabli, cette fois d’après les plans de l’architecte de la ville de Thoune, Christian Friedrich Anneler en récupérant une partie du mur médiéval sud et ouest. Le bâtiment a été rénové en 1899 puis en 1977. Clocher de 1875. À l'intérieur, fonts baptismaux de 1630, et buffet d'orgue de 1839, par Johannes Sylvester Walpen . Le plafond en bois a reçu un décor peint par Ernst Linck en 1908. Chaire de 1908 également. Vitraux de 1899, par Friedrich Berbig.
La cure, avec ses dépendances, a été reconstruite en 1784-1789 sous la direction de l'architecte Ludwig Emanuel Zehender.
Au centre du village, la pittoresque église anglaise, de 1886, a été démolie durant le dernier quart du XXe siècle.

### Marbre de Grindelwald
Le marbre de Grindelwald, brèche richement colorée aux dominantes de beige, jaune, rose, rouge et vert, a été découvert vers 1730 et exploité dans les années 1740 par le carrier Jean-François Calame, principal fournisseur du célèbre atelier de Mathäus Funk (de) à Berne. À partir de 1760, toutefois, devant l'avance du glacier, les travaux d'extraction deviennent difficiles, et en 1762, la carrière est recouverte de glace. Funck, pour quelques travaux plus tardifs, utilise désormais des matériaux qu'il avait en réserve.
Après un siècle, cependant, le glacier se remet à diminuer. La carrière est redécouverte en 1865 lorsque, sous les décombres de glaces abandonnées, l'on trouve avec grande surprise des pièces de marbre déjà travaillées, certaines portant même des inscriptions. Une seconde période d'exploitation reprend en 1868, mais cesse en 1903, en raison de la concurrence internationale. Le palais fédéral abrite divers exemples de ce matériau qui permet un poli remarquable.

## Grindelwald et le cinéma
Certaines scènes de films ont été tournées à Grindelwald, notamment pour le film de la série James Bond Au service secret de Sa Majesté pendant l'hiver 1968/1969 (tourné également à Mürren et au Schilthorn), le film Star Wars, épisode III : La Revanche des Sith en 2004, où le décor de montagnes représente une partie de la planète Alderaan.
Y ont aussi été tournées :
- en 2007, des scènes du film À la croisée des mondes : La Boussole d'or ;
- en 2008, le film Duel au sommet, qui raconte la première tentative d'escalade de la face Nord de l'Eiger.

Des prises de vues des montagnes environnantes y ont également été réalisées en 2016 pour constituer les décors du film A Cure for Life, qui est censé se passer dans le canton des Grisons.
Par ailleurs, des scènes du drama sud-coréen à succès de 2019 Crash Landing on You ont été filmé sur le site de parapente nommé « First Flieger », à Grindelwald. On y voit principalement des plans de montagnes environnantes. C’est ici même, où les protagonistes de retrouvent à la fin du drama.